# Buttered cat paradox
Das buttered cat paradox, zu deutsch etwa gebutterte Katzen-Paradoxon oder freier Katzen-Butterbrot-Paradoxon ist ein humoristisches Gedankenexperiment, das auf der Kombination zweier Sinnsprüche basiert:

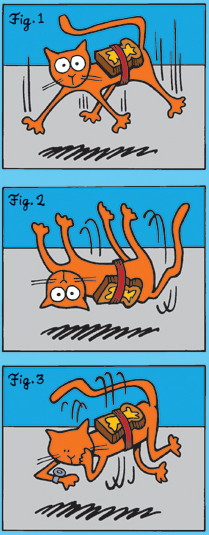
Eine Zeichnung zur Illustration des Gedankenexperiments

- Katzen landen immer auf ihren Pfoten.
- Ein geschmiertes Brot landet immer auf der gebutterten Seite.

Das Paradoxon stellt die Frage, was geschieht, wenn ein Toast mit der gebutterten Seite nach oben auf dem Rücken einer Katze befestigt und diese dann aus großer Höhe fallen gelassen wird. Diese von dem Künstler John Frazee aus Kingston, New York verbreitete Überlegung gewann im Jahr 1993 einen Wettbewerb des Magazins Omni zum Thema Paradoxa. Der Komiker und Jongleur Michael Davis präsentierte das Paradox in Form einer Forschungsfrage am 22. Juli 1988 in der Tonight Show with Johnny Carson.

## Gedankenexperimente
Eine scherzhaft vorgeschlagene Lösung des Problems besteht in der Entstehung eines antigravitativen Effekts, der dafür sorgen würde, dass die Katze kurz vor Berührung des Bodens zunächst immer langsamer würde und schließlich in einen Zustand andauernder Rotation fallen würde, bei der Pfoten und Brotoberseite gleichzeitig den Boden zu erreichen versuchen, während die Katze dicht über dem Boden schwebt.
Im Juni 2003 gewann Kimberly Miner einen Student Academy Award für ihren Film Perpetual Motion. Miner drehte ihren Film auf der Grundlage eines Papers, das ein High-school-Freund zu den möglichen Auswirkungen der Idee der mit dem Brot verbundenen Katze veröffentlicht hatte.

## Humoristische Rezeption
Das falsche Paradoxon regte bald die Phantasie wissenschaftsorientierter Humoristen an. Im Mai 1992 enthielt die 441. Zusammenfassung des Internet Oracle eine Frage zu diesem Paradoxon. Ein Experiment dazu ist auch das Hauptthema einer Episode des Comics Jack B. Quick; es führt zu einer über dem Boden schwebenden Katze, deren Schwanz für Vortrieb sorgt. Eine Folge des Webcomics Bunny brachte dazu einen Bauplan für einen Stromgenerator. Donald E. Simanek kommentierte das Phänomen in seinem Buch Science Askew.
Das Paradox war Teil der britischen Quizshow QI, in der nicht nur die Idee diskutiert wurde, sondern auch weiterführende Fragen vorgebracht wurden wie etwa:
- Würde es auch mit Margarine funktionieren?
- Würde es mit I Can't Believe It's Not Butter, also einem sehr guten pflanzlichen Butter-Imitat, funktionieren?
- Was würde passieren, wenn die Katze den Brotaufstrich fälschlich für Butter hält? (also eine Art „Placebo-Effekt“)[12] Das Paradoxon wurde außerdem in der Episode Gravitational Anarchy des wissenschaftlichen Podcasts Radiolab aufgegriffen.[13] Später produzierte die Animationsfirma Barq auf der Grundlage eines Ausschnitts dieser Radiolab-Folge ein humoristisches Erklärvideo.[14]

Die brasilianische Energydrink-Marke Flying Horse veröffentlichte 2012 einen preisgekrönten Werbespot, der eine Nachbildung dieses Phänomens simuliert, die dann als Perpetuum mobile verwendet wird.
Das Paradoxon kommt außerdem in der belgischen Comic-Serie Kid Paddle vor, in der Kid beim Abendessen diese Geschichte seinem leichtgläubigen Freund Horace erzählt.

## In der Realität
Katzen besitzen einen Stellreflex und drehen sich daher im freien Fall so, dass sie auf ihren Pfoten landen – vorausgesetzt, sie fallen aus ausreichender Höhe und haben genug Zeit dazu.
Brot als nicht belebtem Objekt fehlt dagegen sowohl die Fähigkeit als auch der Wille, sich in der Luft in die richtige Position zu bringen. Dennoch zeigte eine Studie der Manchester Metropolitan University, in der 100 Scheiben Toastbrot unter Laborbedingungen fallen gelassen wurden, dass Toast typischerweise mit der Butterseite nach unten auf dem Boden landet. Dieses Phänomen ist einerseits den Bedingungen, unter denen Toast normalerweise herunterfällt und andererseits dem aerodynamischen Widerstand durch Luftlöcher innerhalb des Brots geschuldet. Im Normalfall befindet sich die Butterseite zu Beginn des Falls oben. Im freien Fall rotiert der Toast dann; bei einer typischen Rotationsgeschwindigkeit aus typischer Tischhöhe beträgt die Wahrscheinlichkeit, dass die zu Beginn oben liegende (Butter-)Seite zuunterst auf dem Boden landet, 81 %.